# 老薩克森
古薩克森或老薩克森是薩克森人（依德語譯為薩克森，依英語譯為撒克遜）的原始故鄉。「薩克森」和「薩克遜」在中文是同一個詞彙的不同譯名，指的都是同一族群(Saxons)，名字可能來自他們隨身攜帶的短刀，即“撒克斯”。最早是信仰北歐神話使用盧恩字母，貝奧武夫跟希爾德布蘭特之歌是盧恩字母代表性的英雄史詩。

## 历史

### 氏族社會
諾森布里亞的比德在紀錄上寫道"the old (that is, the continental) Saxons have no king, but they are governed by several satraps who, during war, cast lots for leadership but who, in time of peace, are equal in power." 他們沒有國王但有族長，具有嚴格的宗族與氏族制度，按照自己的薩克森法典（Lex Saxonum）在處理事務，並根據種姓身分設定相應的薪俸（wergild），社會結構非常簡單（酋長、戰士、自由民、農奴)階級分明，嚴格禁止娶高於自身階級的配偶，與他族通婚亦被視為背叛，有跟凱爾特人一樣的圣树崇拜儀式，聖地是帕德博恩、明斯特。
根據早期撒克遜歷史，萊布尼傳（Vita Lebuini antiqua），撒克遜人每年在威斯特伐利亞舉行一次議會，他們編撰法律，裁決案件，新娘的聘禮，並共同商議決定當年是開戰還是和平。每個部落派出十二名代表（Gau），當時的主流貨幣是索利都斯 (钱币)。查理曼大帝後來廢除了（Gaue）制度，代之以伯爵（Grafschaftsverfassung）制度， 透過禁止馬克洛議會，查理曼大帝將「frilingi」和「lazzi」趕出了政治權力。古老的撒克遜 「Abgabengrundherrschaft」 制度，即基於捐稅和稅收的領主制度，被一種基於伯爵（Grafschaftsverfassung）服務和勞動、個人關係和誓言的封建制度所取代，后于日耳曼人中的阿拉曼人（Alemannen）、巴伐利亚人（Bajuwaren）等结合，逐渐形成近代德意志民族。

## 薩克森戰爭
- Irminsul

根据法兰克王国编年史，法兰克人对萨克森的征伐始于772年查理大帝下令摧毁萨克森人异教崇拜对象圣树伊爾敏柱；古日耳曼語Irmin（神祇）+ sul（柱），維杜金德是這場作戰有紀錄的重要的領袖之一。查理曼發動多輪報復戰爭，包括強制改宗、遷村、斬首（如782年Verdun屠殺4500人）。
773年，萨克森人的分支威斯特法伦人摧毁了代芬特尔的教堂。
774年，另一支萨克森部落恩根人也包围了法兰克宫廷所在的弗里茨拉尔。
維杜金德和他的盟友，最終接受和談在阿蒂尼洗禮，查理曼是維杜金德的教父，並讓法蘭克領主承認薩克森人的貴族地位，但薩克森人必須服從法蘭克人的統治。聖·利博裡譯本（Translatio S. Liborii）指出維杜金德的和談是對薩克森人的背叛，直到836年各地都還在抵抗基督教，被教會被指為迷信（ritus et superstitio），查理曼大帝後來將這些人排除出封建領主的地位，柳德格里傳的說法，指出投降的族長跟抵抗的族長最終都被囚禁在修道院，直到他們辭世為止都無法返回領土。

## 民族大遷徙
原屬日耳曼人的一个部落集团，公元前二世纪住在北欧日德兰半岛南部。占有现在德国西北部大部分地区，五世纪中叶至六世纪上半叶，它大致對應於現代德國的下薩克森州、北萊茵-威斯特伐利亞州北部、石勒蘇益格-荷爾斯泰因州南部和薩克森-安哈爾特州西部，它們都位於德國西北部。老薩克森與現代德國的薩克森州位置不同，後者位於德國東南部，毗鄰捷克共和國的西北邊界，也即舊的蘇台德地區，後來發展成薩克森公國作為最大的部落公國一直存續到腓特烈一世 (神聖羅馬帝國)廢除部落公國改為設立公爵頭銜。
3-5世纪，海盜活動開始向萊茵河口、西北歐擴張，侵扰北海沿岸并向西南移动，羅馬人在英吉利海峽兩側海岸建立防線建造一個軍事區(Litus Saxonicum)，後來長期跟法兰克人墨洛溫王朝爆發衝突，持續到查理曼的征服才結束。
5世紀，薩克森人部族(實際移民量很少，多為文化與權力的轉移而非人口大遷徙)與盎格魯人、朱特人渡海移居大不列颠岛（449年Adventus Saxonum），建立南薩克森（薩塞克斯王国Sussex）、東薩克森（埃塞克斯王国Essex）、西薩克森（威塞克斯王國Wessex）等王國，還有幾支在米德爾塞克斯的中薩克森（Middelseaxan），并在七至十世纪结合成为盎格魯-撒克逊人，經過長期的混居，逐漸形成現今英格蘭人的祖先。
6世紀，一部分薩克森人隨阿尔博因進入義大利，協助建立倫巴底王國，其後散居於波河流域，成為義大利北部日耳曼族群成分之一。

### 英國普通法的起源
埃塞尔伯特為肯特製定的法律是日耳曼語族中，古英語文學最早的成文法典，其中規定了複雜的罰款制度；該法典保存在羅徹斯特文集中。為後來的伊尼法典（Ine of Wessex）與阿爾弗雷德法典（Alfred the Great）奠定基礎。
- 以補償為核心的賠償制（wergild system）:大部分條文列出因某人受到殺害、傷害、辱罵或偷竊時應付的金錢賠償。每個社會階層（王族、自由人、奴隸）有明確的補償標準。
- 基督教元素出現:法典前段即優先保障教會與神職人員的權利，反映教會在肯特地位已被承認。教會領地、聖物與修士若受損，賠償額比對一般百姓更高。
- 等級制度明確:條文清楚顯示王族、貴族、自由人、奴隸之間賠償值差異。展現早期盎格魯社會的階級結構與身份法原則（身份決定法律結果）。
- 未涉及刑罰機構或審判程序

賠償條文的範例
- OE: Gif cyninges ambiht-smith oþþe his læt monnan ofslea, L. CXX scillingum gebete.
- EN: If someone kills the king’s servant or his freedman, let him pay 120 shillings.